# Okroug urbain de Vladivostok
L'okroug urbain de Vladivostok (en russe : Владивосто́кский городско́й о́круг, Vladivostokski gorodskoï okroug) ou la ville de Vladivostok (en russe : город Владивосток, gorod Vladivostok) est une subdivision administrative (ville d'importance régionale) et une municipalité (okroug urbain) du kraï du Primorié en Russie. Situé en Extrême-Orient russe, il se situe dans le sud du Primorié, et il baigné par la mer du Japon. Son centre administratif est la ville de Vladivostok, et il compte en tout 6 localités. Sa population s'élevait à 628 385 habitants en 2023.

## Démographie
Recensements (*) ou estimations de la population,:
| 1959*   | 1970*   | 1979*   | 1989*   | 2002*   | 2010*   |
| ------- | ------- | ------- | ------- | ------- | ------- |
| 299 378 | 449 922 | 558 535 | 660 058 | 620 689 | 616 807 |

| 2021*   | 2022    | 2023    | - | - | - |
| ------- | ------- | ------- | - | - | - |
| 634 835 | 635 854 | 628 385 | - | - | - |

## Localités
L'okroug urbain de Vladivostok comptait au 29 juin 2023 6 localités, dont une ville.
| Liste des localités | Liste des localités | Liste des localités | Liste des localités         | Liste des localités         |
| N°                  | Localité            | Statut              | Population Recensement 2010 | Population Recensement 2021 |
| ------------------- | ------------------- | ------------------- | --------------------------- | --------------------------- |
| 1                   | Bérégovoïe          | village             | 453                         |                             |
| 2                   | Vladivostok         | ville               | 592 069                     | 603 519                     |
| 3                   | Popova              | possoliok           | 1073                        |                             |
| 4                   | Reineke             | possoliok           | 22                          |                             |
| 5                   | Rousski             | possoliok           | 4703                        | 10 424                      |
| 6                   | Troudovoïe          | possoliok           | 18 522                      | 19 543                      |